# کانن ئی‌اواس ۳۰
کانن ئی‌اواس ۳۰ (به انگلیسی: Canon EOS 30) یک دوربین عکاسی تک‌لنزی بازتابی ساخت شرکت کانن است.